# Associazione Calcio Monza 1923-1924
Questa pagina raccoglie le informazioni riguardanti l'Associazione Calcio Monza nelle competizioni ufficiali della stagione 1923-1924.

## Stagione
Il Monza riscatta la difficile stagione precedente ottenendo un buon piazzamento a ridosso delle prime classificate.

## Rosa
| N. |                   | Ruolo | Calciatore         |
| -- | ----------------- | ----- | ------------------ |
|    | Italia (bandiera) | C     | Angelo Berera      |
|    | Italia (bandiera) | A     | Giovanni Bianchi   |
|    | Italia (bandiera) | A     | Rinaldo Cazzaniga  |
|    | Italia (bandiera) | D     | Luigi Colombo      |
|    | Italia (bandiera) | C     | Marco Confalonieri |
|    | Italia (bandiera) | A     | Luigi Crippa       |
|    | Italia (bandiera) | A     | Francesco Fossati  |
|    | Italia (bandiera) | A     | Pietro Lorenzini   |

| N. |                   | Ruolo | Calciatore          |
| -- | ----------------- | ----- | ------------------- |
|    | Italia (bandiera) | C     | Luigi Maiocchi      |
|    | Italia (bandiera) | D     | Andrea Mauri        |
|    | Italia (bandiera) | C     | Camillo Moioli      |
|    | Italia (bandiera) | C     | Giuseppe Pastorutti |
|    | Italia (bandiera) | P     | Angelo Piffarerio   |
|    | Italia (bandiera) | C     | L. Sironi           |
|    | Italia (bandiera) | A     | Carlo Villa         |
|    | Italia (bandiera) | C     | Zafferoni           |

## Risultati

### Girone di andata
| Arbitro: | Barlassina (Novara) |

|                            |           |           |
| Missaglia 65’ Tognasso 70’ | Marcatori | 80’ Villa |

| Arbitro: | Muttoni (Treviglio) |

|                      |           |  |
| Chiapparoli 60’, 70’ | Marcatori |  |

| Arbitro: | Ferro (Milano) |

|                           |           |  |
| Villa 42’, 51’ Crippa 67’ | Marcatori |  |

| Arbitro: | Manzotti (Milano) |

|                                 |           |                             |
| Crippa 4’, 13’ Mauri 80’ (rig.) | Marcatori | 6’ Ronchetti I 43’ Castelli |

| Arbitro: | Gallotti (Milano) |

|  |           |               |
|  | Marcatori | 40’ Lorenzini |

| Arbitro: | Gaudenzi (Milano) |

|  |           |                          |
|  | Marcatori | 50’ Pasinetti 65’ Fenili |

| Saronno 2 dicembre 1923 7ª giornata | Saronno             | 0 – 0 | Monza | Campo di via Milano\| Arbitro: \| Barlassina (Novara) \| |
| Arbitro:                            | Barlassina (Novara) |       |       |                                                          |

### Girone di ritorno
| Arbitro: | Mancini (Milano) |

|                            |           |                       |
| Villa 61’, 87’ Bianchi 81’ | Marcatori | 8’ Missaglia 67’ Comi |

| Arbitro: | Gaudenzi (Milano) |

|                          |           |                             |
| Villa 9’, 50’ Crippa 54’ | Marcatori | 10’ Chiapparoli 32’ Dagradi |

| Arbitro: | Aebi (Milano) |

|                                |           |                         |
| Roncoroni 49’, 55’ Mantero 74’ | Marcatori | 50’ Zafferoni 70’ Villa |

| Arbitro: | Corti (Milano) |

|                |           |  |
| Baragiotta 82’ | Marcatori |  |

| Arbitro: | Barlassina (Novara) |

|                                                                     |           |  |
| Villa Lorenzini Crippa Bianchi Pastorutti Confalonieri Mauri Moioli | Marcatori |  |

| Arbitro: | Mainardi (Cremona) |

|                          |           |  |
| Lanfranconi 5’ Leidi 25’ | Marcatori |  |

| Arbitro: | Fries (Milano) |

|                                    |           |           |
| Villa 34’ Zafferoni 69’ Crippa 81’ | Marcatori | 15’ Smith |